# MC Jin
Jin Au-Yeung (Miami, 4 juni 1982) is een Chinees-Amerikaanse rapper. Zijn artiestennaam is MC Jin. Zijn beide ouders zijn Chinese migranten en kwamen vanuit Hongkong naar Miami. Zijn jiaxiang ligt in Hongkong. In 2000 behaalde hij zijn middelbareschooldiploma en een jaar later verhuisde hij met zijn familie naar de Chinese buurt in Flushing in New York.
In Miami groeide zijn interesse in de hiphop en deed hij mee aan wedstrijden. In 2004 maakte hij zijn eerste muziekalbum genaamd The Rest Is History. Zijn recentste album verscheen in 2011.
Tegenwoordig werkt hij naast Amerika ook in Hongkong waar hij in veel televisieshows optreedt en meedoet aan spelletjesprogramma's. Ook werkt hij als acteur bij TVB.
Sinds 2009 is hij protestants.
- Gemeinsame Normdatei: 1235816567
- International Standard Name Identifier: 0000 0000 7846 0454
- Library of Congress Control Number: no2004105522
- MusicBrainz: 7314b02b-4264-4c81-b79d-9e5a702e6270
- Virtual International Authority File: 42125220
- WorldCat: E39PBJvcWQWqcTy4qTmXmvF9Xd